# ПлюсПлюс
«ПЛЮСПЛЮС» — загальноукраїнський дитячий телеканал. Мовить з 4 серпня 2012 року. Телеканал транслює світову й українську анімацію, розвивальні й пізнавальні програми.
Належить до медіаконгломерату «1+1 Media» Ігоря Коломойського (знаходиться під санкціями РНБО).
Генеральна продюсерка каналу — генеральна продюсерка нішевих каналів «1+1 Media» Іванна Найда.

## Історія
З 4 серпня 2012 року мовить як телеканал «ПЛЮСПЛЮС» у форматі дитячого всеукраїнського каналу. «ПЛЮСПЛЮС» — анімаційний, розважально-пізнавальний телеканал для сімей з дітьми дошкільного та шкільного віку. З 4 по 10 серпня генеральною продюсеркою телеканалу була Наталія Вашко, а 27 серпня цю посаду обійняла Іванна Найда.
Стиль телеканалу розробила лондонська анімаційна студія «Animade».
2012 року був відзначений премією «Телетріумф» як «Відкриття року».
2013 року вийшла програма власного виробництва «Казка з татом».
2014 року успішно стартував мультсеріал власного виробництва «Корисні підказки». Того ж року стартував мультфільм власного виробництва каналу «ПЛЮСПЛЮС» — «Це — наше і це – твоє».
2015 року «ПЛЮСПЛЮС» став володарем «Телетріумфу» у номінації «Програма для дітей» за «Казку з татом», премію Кабінету Міністрів України імені Лесі Українки за мультсеріал «Це наше і це твоє» та нагороду конкурсу дизайну Ukrainian Design: The Best Of  у номінації TV/Promo&Film Motion Graphics, а також 3 нагороди у номінації TV Program — Visual Identity.
2016 року телеканал отримав премію «Телетріумф», знову як «Найкраща програма для дітей», за проєкт «Це — наше і це  – твоє. Очима дітей», що згодом візьме «срібло» поважної маркетингової нагороди Effie Awards Ukraine 2016.
З 17 січня 2017 року телеканал мовить у форматі 16:9 та запускає навчально-розвиваючий проєкт — «Світ чекає на відкриття», за яку 2018 року «ПЛЮСПЛЮС» отримав премію «Телетріумф», у номінації «Розважальна програма для дітей та підлітків» за проєкт «Світ чекає на відкриття». Того ж року «ПЛЮСПЛЮС» отримав нагороду Big data Awards та став лідером серед дитячих ТБ-каналів.
27 квітня 2018 року телеканал розпочав мовлення локальному цифровому мультиплексові КРРТ в Одесі.
2018 року «ПЛЮСПЛЮС» виборов шість нагород конкурсу у сфері дизайну «Ukrainian Design: The Very Best Of» у таких номінаціях: «Best of у C-1 TV Channel — Visual Identity» з айдентикою каналу «ПЛЮСПЛЮС», а «Best of у C-5 TV Program — Visual Identity» канал отримав одразу п'ять відзнак за навчально-розвиваючий дитячий мультфільм «Світ чекає на відкриття».
13 грудня 2019 року кампанія із просування бренду «Світ чекає на відкриття» каналу «ПЛЮСПЛЮС» отримала золото «Effie Awards Ukraine 2019» у номінації «Брендований контент і послуга».
20 грудня 2019 року Національна рада України з питань телебачення і радіомовлення переоформила ліцензії телеканалів холдингу «1+1 media» — «ПЛЮСПЛЮС» і «УНІАН», дозволивши їм «помінятися логотипами» і програмними концепціями. Тобто, обміняли мережі. 20 листопада того ж року НацРада дозволила телеканалу «УНІАН» без конкурсу потрапити до загальнонаціональної цифрової мережі DVB-T2, перейшовши до мультиплекса МХ-3. При цьому телеканал змінив юридичну особу з ТОВ «Гравіс» на ТОВ «УНІАН ТБ». 26 грудня 2019 року «ПЛЮСПЛЮС» розпочав мовлення у мультиплексі МХ-3 загальнонаціональної цифрової мережі DVB-T2.
З січня 2020 року у регіональному мультиплексі Концерну РРТ в Одеській області замість каналу «ПЛЮСПЛЮС» мовить «УНІАН».
23 квітня 2020 року почав мовлення у стандарті високої чіткості (HD).
У липні 2021 року телеканал отримав нагороду Big Data Awards у номінації «Лідер 2020 серед дитячих телеканалів».

## Рейтинги
2021 року частка каналу «ПлюсПлюс» склала 1,09 % (дані системи рейтингів Nielsen, аудиторія 18-54 міста 50 тис.+, 11 місце).

## Мовлення

### Супутникове мовлення
| Супутник         | Стандарт | Частота | Символьна швидкість | Поляризація       | FEC | Формат зображення | Примітки | Кодування |
| ---------------- | -------- | ------- | ------------------- | ----------------- | --- | ----------------- | -------- | --------- |
| Astra 4A (4.8°E) | DVB-S2   | 11766   | 30000               | горизонтальна (H) | 2/3 | MPEG-4            | EPG      | FTA       |

### Етерне цифрове мовлення
| Канал | Мультиплекс | Стандарт | EPG        | Формат мовлення |
| ----- | ----------- | -------- | ---------- | --------------- |
| 7     | MX-2        | DVB-T2   | Green tick | SD 576i 16:9    |

## Логотипи
| Логотип | Опис |
| ------- | --- |
|         | З 4 серпня 2012 до 31 грудня 2019 телеканал використовував в етері 3 логотипи, що змінювались залежно від часу доби (близько 06:00, 12:00 та 18:00). З 1 січня 2020 року використовує 2 логотипи. |
|         | Логотип, який з 4 серпня 2012 до 31 грудня 2019 телеканал використовував в етері вечірню версію логотипу з 18:00 до 06:00, також дотепер використовується у траурні дні.                          |

## Наповнення етеру
- Фіксики (2013—2022)
- My Little Pony: Дружба — це диво
- My Little Pony: Життя поні
- Маша та Ведмідь (2014—2019)
- Машині казки (2014—2017)
- Смішарики. Пін-Код
- Смішарики. Нові пригоди
- Бджілка Майя у 3D
- Зак та Кряк
- Пригоди в місті Lego
- Lego: Зоряні Війни
- Lego: Біонікл
- Lego: Ельфи
- Дрімз
- Шопкінс. Без зупинки кожної хвилинки (2017—2018)
- Хеппі плейсес
- Маленькі торнадо
- Трактор Том
- Жахливий Генрі
- Хрюсик і Мухася
- Свинка Пеппа (з 2013)
- Петро та Степан
- Великий та Малий
- Сова і Ко
- Смурфики
- Смурфики (2021)
- Обережно Ведмеді!
- Робот Робік
- Малюк Спіроу
- Томас та його друзі
- Чаггінтон
- Маленький зоомагазин
- Маленький зоомагазин. Наш власний світ
- Сімпсони (2012—2013)
- Джеймі-щупальця
- Невгамовні друзяки
- Бейблейд: Вибух
- Бейблейд: Вибух. Еволюція
- Бейблейд: Вибух. Турбо
- Бейблейд Вибух: Зліт
- Бейблейд X (з 2025)
- Таємна місія шкільних розбишак
- Зак Шторм (з 2018)
- Тоботи
- Інфініті Надо
- Монкарт
- Мекард
- Шахерезада. Нерозказані історії
- Енчантімалс
- Неймовірні пригоди Блінкі Білла
- Леді Баг і Супер-Кіт (з 2020)
- Суперкрила (з 2017)
- Барбі: Будинок мрії
- Барбі: Нас дві
- Барбі: Влогер
- Барбі: Трохи магії
- Металіони
- Будівничі королівства
- Філлі Фантазія: Академія чарів
- Артур і Мініпути
- Лео да Вінчі
- Легенди Спарка
- Вовк на 100 %: Легенда про місячний камінь
- Рейнбоу Хай
- Ф'южн Макс
- Гігантозавр (з 2022)
- Дикі Скрічери
- Ідефікс і неприборкані
- Супер Сінгс: Протистояння в Кабумі
- Бабілунс (2024—2025)
- Блупіс (2024—2025)
- Вулиця Сезам
- Захисники Петронікс
- Казки Аполо (2020—2025)
- L.O.L. Будинок із сюрпризом
- L.O.L. Дорожні пригоди
- Диностер
- Монстер Хай
- Гас ― крихітний лицар
- Бебі Борн (з 2024)
- Тара Данкан
- Меха-майстри
- Край бейбіс меджік тірс (з 2024)
- Історія жителів Сильванії

### Виробництво Cartoon Network
- Суперкрихітки
- Час пригод
- Оггі та кукарачі (з 2012)
- Дивовижний світ Гамбола
- Лабораторія Декстера
- Трансформери: Боти Рятувальники
- Трансформери: Роботи під прикриттям
- Трансформери: Кібервсесвіт
- Бакуган: Бойова планета
- Сонік Бум (2022—2024)
- Ніндзяґо: Майстри Спінджицу (2015—2021)
- Ніндзяґо: Повстання драконів
- Лицарі Некзо Найтс
- Йо-Кай Вотч
- СуперІграшки

### Виробництво Disney
- Перчинка Енн
- Ллойд в космосі
- Фінеас і Ферб
- Перерва
- Мульттачки
- Розкішне життя на палубі
- Jonas L.A.
- Ловися, рибко!
- Щасти, Чарлі!
- Чіп і Дейл — бурундучки-рятівнички
- Аладдін
- Собака крапка ком
- Феї
- Софія Прекрасна
- Джессі
- Качині історії
- Таємниці Ґравіті Фолз
- Вондер Тут і Там
- Тімон і Пумба
- Ліло і Стіч
- П'ятірка за крутість
- Пенн Зеро: Герой на півставки
- Майлз із майбутнього
- Елена із Авалору
- Качині історії (2017)
- Зоряна принцеса проти сил зла
- Амфібія
- Мопсики-приятелі
- Вулиця Далматинців, 101
- Вампірина
- Клуб Мікі Мауса
- Джейк і пірати з Небувалії
- Лікар Плюшева
- Шериф Келлі і Дикий Захід
- Кід vs. Кет
- Кім П'ять-з-плюсом
- Зоряні війни: Повстанці
- Закон Майла Мерфі
- Герої в масках
- Левина варта
- Мікі та круті перегони
- Заплутана історія
- Вишукана Ненсі

### Виробництво Nickelodeon
- Губка Боб Квадратні Штани (з 2018)
- Клуб Вінкс: Школа чарівниць
- Блиск і монстромашини (2015—2018)
- Місія «Блейк»
- Расті-механік
- Крилаті рятівники
- Рев і Рамбл
- Бульки Гуппі
- Елвін і бурундуки
- Маленьке королівство Бена і Холлі
- Ні Хао, Кай-Лан
- Дора і друзі: пригоди у місті (2015—2018)
- Команда Умізумі
- Щенячий патруль (з 2014)
- Дора-мандрівниця (2014—2018)
- Шимер і Шайн
- Літтл Чармерс
- Нелла — принцеса-лицар
- 44 коти (2020—2023)
- Еббі Хетчер (з 2020)
- Пінгвіни Мадагаскару
- Панда Кунг-Фу: Легенди крутості
- Пригоди Паддінгтона
- Велике шоу малюка акули
- Сантьяґо та його моря (з 2024)

### Неанімаційні проєкти
- Дивні та смішні звірята
- Комашки
- Єралаш (2012—2014)

## Програми українського виробництва
- Ескімоска (2015—2022)
- Пін Пінгвін (2018—2023)
- Хто там? (2019—2020)
- ЧоМуха (2017—2019)
- Козаки. Футбол
- Козаки. Навколо світу
- Маленьке містечко (з 2019)
- Мишача наука (2017—2018)
- Уроки тітоньки Сови (2020—2021)
- Раттік (2019—2021)
- Хоробрі зайці (2020—2025)
- 210 добрих справ (2021—2022)
- Тракторець-молодець
- Пригоди на віражах
- Хочу знати все (2021—2025)
- Україна. Нескорені міста
- Пес Патрон (2022—2024)

### Проєкти власного виробництва
- Це — наше і це — твоє — мультсеріал в легкій формі розповідає юним глядачам про досягнення, якими пишається вся країна, і якими вони можуть також пишатися.
- Це — наше і це — твоє. Традиції
- Це — наше і це — твоє. Очима дітей — це 25 мультфільмів, що створені за ідеями переможців Всеукраїнського проєкту телеканалу ПЛЮСПЛЮС та Міністерства освіти й науки України, проведеного у 2015—2016 навчальному році, серед учнів 2—4 класів українських шкіл. Всі серії доступні для завантаження і використання на шкільних уроках. Можна вибрати будь-яку тему[22].
- Казка з татом — проєкт створений для впровадження традиції вечірнього читання. Персонажі нових захоплюючих книг оживають завдяки каналу «ПлюсПлюс». Серед казок, що читаються, є казки про Івасика-Телесика, Козу-дерезу, Бабу-Ягу тощо. Читають ці казки Анатолій Анатоліч, Руслан Сенічкін, Юрій Горбунов, Фагот і Фоззі, Олег Скрипка, Остап Ступка та інші відомі батьки.
- Казка з татом. Караоке — версія програми «Казка з татом» у форматі караоке.
- Казка з татом: Пригоди в світі ПЛЮСПЛЮС — в рамках проєкту «Казка з татом» розповідаються пригоди персонажів «світу ПЛЮСПЛЮС» — Трикуті, Квадрика і Кружка[23].
- Корисні підказки — у дотепній, іронічній та легкій для запам'ятовування формі, розглядаються «несерйозні» дитячі проблеми. Дітей вчать ставити будь-які питання, експериментувати, міркувати, приймати рішення і діяти в несподіваних або складних ситуаціях.
- Світ чекає на відкриття [Архівовано 16 червня 2021 у Wayback Machine.] — серія розважально-пізнавальних мультфільмів для дітей різного віку, батьків і вчителів. Вони розповідають про те, що видатні відкриття, які змінили світ, створювалися звичайними людьми, здатними розгледіти незвичайне; завдяки їхній допитливості й схильності робити висновки вони стали винахідниками. Надзавданням проєкту є показати дітям, що кожен з них може стати першовідкривачем, якщо матиме бажання і наполегливість.
- Говоримо українською — проєкт, який в ігровій, анімаційно-розважальній формі розповідає правила та особливості, властиві українській мові.
- ЕКО ПлюсПлюс — цикл коротких повчальних історій про шкоду, яку люди завдають довкіллю щодня, не помічаючи цього, і які корисні еко-звички потрібно набути кожному мешканцю планети.
- Волохатий блог — мультсеріал, головні герої якого — Трикутя, Квадрик та Кружко — знімають відеоблог, в якому розповідають факти про тварин. В інтерактивно-розважальний та пізнавальний спосіб глядачі разом з героями зможуть дізнатися більше про спосіб життя тварин та їхні звички, а також про важливість співіснування разом з нами на Землі.
- Смаколики з Данилом Ківою
- Дивомандри — анімаційний проєкт, що знайомить глядачів з неймовірною культурною спадщиною України — українською міфологією, розповідаючи про відомі й невідомі легенди та унікальних героїв.
- Герої теж плачуть
- Зустріч з героєм

## Цікаві факти

### Головні герої світу ПЛЮСПЛЮС
Головними героями каналу ПЛЮСПЛЮС є троє добрих друзів — Квадрик, Трикутя і Кружко. Вони полюбляють мандрувати дивовижним світом ПЛЮСПЛЮС, дізнаватися про його магію, знайомитися з новими друзями та допомагати тим, хто цього потребує. Якщо плюсенята потрапляють у халепу, їм завжди допоможе Шаман Кругоман. Він радо ділиться своїми мудрими порадами та слідкує за порядком в цьому магічному світі. Інколи цей порядок порушує бешкетник Карлюка, який повсякчас влаштовує проблеми всім плюсянам. Також серед героїв цього світу, можна частенько побачити членів родини Квадрика, Кружка та Трикуті. Матусі й татусі залюбки допомагають своїм дітлахам-плюсикам відкривати щось абсолютно нове та несподіване.
Фантастичні пригоди головних героїв ПЛЮСПЛЮС, яскраво зображені в серіях мультфільмів «Казка з татом». Вже є кілька сезонів «Казки з татом»: Пригоди у світі ПЛЮСПЛЮС; Магія світу ПЛЮСПЛЮС; Про ПЛЮСОТРАСУ світу ПЛЮСПЛЮС.
За мотивами цих мультфільмів, телеканал ПЛЮСПЛЮС створив 3D Книгу «Моя перша книга про Україну», велику розмальовку «Пригоди у світі ПЛЮСПЛЮС», розмальовки до серії «Про ПЛЮСОТРАСУ», «Магія світу ПЛЮСПЛЮС», «Пригоди у світі ПЛЮСПЛЮС», серії книжок від ПЛЮСПЛЮС «Казка на ніч», наклейки на пасхальні крашанки із зображенням улюблених дитячих героїв, м'які іграшки-подушки з героями ПЛЮСПЛЮС, зошити з персонажами ПЛЮСПЛЮС, дерев'яний конструктор «ПЛЮСОТРАСА СВІТУ ПЛЮСПЛЮС». Крім того, нещодавно канал спільно з партнером «Ранок-креатив» випустив унікальні набори «Світ чекає на відкриття» для дослідів та експериментів із захопливою грою у доповненій реальності. А також серію книг-конструкторів «Моя творча енциклопедія» спільно з видавництвом «Ранок».